# Dumitru Moruzan
Dumitru Moruzan (n.  ?) a fost un actor român de teatru, care a fost distins cu titlul de artist emerit. A îndeplinit, de asemenea, funcția de director al Teatrului Național din Cluj (1 februarie – 31 august 1941).

## Distincții
- Asupra raportului ministrului Nostru secretar de Stat la departamentul afacerilor sctrăine, cancelar al Ordinelor, sub No. 614, Am decretat și decretăm : Art. I. Numim membri ai Ordinului „Coroana României“ ... în gradul de ofițer pe d-nii: ...Moruzan Dumitru, artist de comedie la Teatrul Național din Chișinău ... (6 februarie 1926)[1]

- Pentru creațiile în domeniul artelor, cât și pentru sprijinul moral și material dat culturii și cauzei democrate, punând forțele spiritului în slujba unui înalt ideal politic, se conferă Ordinul „Meritul Cultural” în gradele și clasele specificate, următoarelor persoane: ... D-lui Dumitru Moruzan, actor, pt. teatru, în grad de Cavaler clasa II. ... (21 august 1947) [2]

- titlul de Artist Emerit al Republicii Populare Române (28 ianuarie 1954) „cu ocazia împlinirii a cinci ani de activitate a Teatrului de Stat din Timișoara, Teatrului Maghiar de Stat din Cluj, Teatrului de Stat din Sibiu, Teatrului Secuesc de Stat din Tg. Mureș, Teatrului de Stat din Orașul Stalin, Teatrului Evreesc de Stat din București și pentru merite deosebite în activitatea artistică”[3]